# Герб Хакасии
Герб Республики Хакасия (хак. Хакас Республиказың гербі) является государственным символом Республики Хакасия. Принят Парламентом Республики 20 декабря 2006 года.

## Описание
Государственный герб Республики Хакасия представляет собой изображение в серебряном поле червлёного (красного) щита амазонок, тонко окаймлённого зеленью и с золотой нитевидной внутренней каймой, обременённого серебряным идущим крылатым барсом «настороже» (голова развёрнута к зрителю), тонко окаймлённым и украшенным золотом и вписанным во внутреннюю кайму. Щит сопровождён вверху золотым, снаружи тонко окаймлённым солярным знаком — символом Вселенной (в виде безанта, заключённого в два кольца, причём от внешнего кольца отходят четыре косвенных луча) и окружён венком из двух червлёных берёзовых ветвей с зелёной листвой. Внизу венка, в промежутке между ветвями, на зелёной ленте изображён хакасский орнамент, выполненный золотом. Во всех исторических версиях герба Хакасии присутствуют следующие элементы: барс, берёзовые листья, солярный символ. Солярный безант, изображённый на гербе Республики, восходит к символу Хонгорайского государства.